# FAM170B
FAM170B (англ. Family with sequence similarity 170 member B) – білок, який кодується однойменним геном, розташованим у людей на короткому плечі 10-ї хромосоми. Довжина поліпептидного ланцюга білка становить 283 амінокислот, а молекулярна маса — 32 092.
| 10         |  | 20         |  | 30         |  | 40         |  | 50         |
| ---------- |  | ---------- |  | ---------- |  | ---------- |  | ---------- |
| MKCYFTDHRG |  | EQSPTDGTTL |  | SLTSPESTEE |  | SVEVFWPGTI |  | QREGSSPRPG |
| PAIPREEGLY |  | FAARDRGMRD |  | WSSSPSSESS |  | EYQSYSQYQS |  | CCSCMCDEDN |
| AAPQSVCAFY |  | THVQTVRGVA |  | VAWETEAGFE |  | PVTRKPRIHE |  | AQFIKRQRWN |
| GSSFEMASNT |  | DMRWDLEACK |  | SNCSPEPEDI |  | DLLECCLQEL |  | REPPDWLVTT |
| NYGVRCVACC |  | RVLPSLDALL |  | EHAQHGIREG |  | FSCQIFFEEM |  | LERRRAQGQA |
| HDQQLEEEQS |  | PSDNSECSRP |  | QGEVLSAQQQ |  | EKQ        |  |            |

A: Аланін

C: Цистеїн

D: Аспарагінова кислота

E: Глутамінова кислота

F: Фенілаланін

G: Гліцин

H: Гістидин

I: Ізолейцин

K: Лізин

L: Лейцин

M: Метіонін

N: Аспарагін

P: Пролін

Q: Глутамін

R: Аргінін

S: Серин

T: Треонін

V: Валін

W: Триптофан

Локалізований у мембрані, цитоплазматичних везикулах.